# DO THE BEST (森高千里のアルバム)
『DO THE BEST』（ドゥー・ザ・ベスト）は、1995年3月25日に森高千里が発表したベストアルバム。規格品番 CD/EPCA-7003 CT/EPTA-7003

## 概要
- 通算3枚目のベスト・アルバムとなるが、1作目『森高ランド』が新録ベスト、2作目『ザ・森高』がリミックス・ベストとなっているため、オリジナル音源で構成した通常のベスト盤としては初となる。『ザ・森高』以降にリリースされたシングル曲を中心として発売順に収録している。未表記だが「雨」は既発のシングル・ヴァージョンとは別ヴァージョンで収録、「ファイト!!」「コンサートの夜」は未収録である。ワーナーミュージック・ジャパンが原盤権を有する「雨」「私がオバさんになっても」は、iTunes Storeでは省かれている。
- 前年春に右顎関節症を患い、コンサート活動休止中に製作された。
- 恒例の初回限定盤ブックレット付（36ページカラー写真集）仕様になっている。本アルバムでは初回盤に使用された写真の中から数点が通常盤にも採用されている（同一写真、トリミング違い）。またアルバム『森高ランド』から始まった、このブックレット付仕様は本作までで、これ以降の初回盤はアルバムごとに仕様が異なるものが発売された。
- オリコンでは前作を上回り、2位となった。現時点で、森高の作品でシングル・アルバム含め最大の売り上げを記録している。
- 1998年12月23日にzetimaからMD版で発売された。規格品番 EPYE-5001

## 収録曲
| 全作詞: 森高千里。 |                                             |           |           |          |      |
| #                  | タイトル                                    | 作詞      | 作曲      | 編曲     | 時間 |
| 1.                 | 「ロックンロール県庁所在地'95」             | 森高千里  | 森高千里  |          | 3:09 |
| 2.                 | 「雨（Full Length Version）」               | 森高千里  | 松浦誠二  | 斉藤英夫 | 5:04 |
| 3.                 | 「私がオバさんになっても（Album Version）」 | 森高千里  | 斉藤英夫  | 斉藤英夫 | 4:59 |
| 4.                 | 「渡良瀬橋」                                | 森高千里  | 斉藤英夫  | 斉藤英夫 | 3:47 |
| 5.                 | 「私の夏」                                  | 森高千里  | 斉藤英夫  | 斉藤英夫 | 4:20 |
| 6.                 | 「ハエ男（Single Version）」                | 森高千里  | 森高千里  |          | 3:55 |
| 7.                 | 「Memories（Single Version）」              | 森高千里  | 斉藤英夫  | 斉藤英夫 | 5:22 |
| 8.                 | 「風に吹かれて」                            | 森高千里  | 斉藤英夫  | 斉藤英夫 | 4:47 |
| 9.                 | 「ロックン・オムレツ」                      | 森高千里  | 伊秩弘将  |          | 2:55 |
| 10.                | 「気分爽快」                                | 森高千里  | 黒沢健一  | 高橋諭一 | 3:59 |
| 11.                | 「夏の日」                                  | 森高千里  | 斉藤英夫  | 斉藤英夫 | 3:44 |
| 12.                | 「素敵な誕生日」                            | 森高千里  | 高橋諭一  | 高橋諭一 | 4:08 |
| 13.                | 「私の大事な人（Single Version）」          | 森高千里  | 森高千里  | 前嶋康明 | 3:27 |
| 14.                | 「二人は恋人（Remix）」                     | 森高千里  | 斉藤英夫  | 斉藤英夫 | 4:25 |
| 15.                | 「今日から」                                | 森高千里  | 高橋諭一  | 高橋諭一 | 4:22 |
| 合計時間:          | 合計時間:                                   | 合計時間: | 合計時間: | 62:23    |      |

## 参加ミュージシャン
| ロックンロール県庁所在地'95 - Drums,Guitar Solo,Wah Wah Guitar,A.Piano＆Chorus：森高千里 - E.Bass：横山雅史 - Guitars：高橋諭一 - Fender Rhodes：前嶋康明 - Synthesizer Programming：前嶋康明・高橋諭一 雨 - Chorus：松浦誠二 - Synthesizer Programming＆Other Instruments：斉藤英夫 私がオバさんになっても（Album Version） - Synthesizer Programming＆Other Instruments：斉藤英夫 渡良瀬橋 - Drums,A.Piano＆Recorder：森高千里 - Synthesizer Programming,E.Bass,Guitars＆Tambourine：斉藤英夫 私の夏 - Drums＆A.Piano：森高千里 - Synthesizer Programming,E.Bass＆Guitars：斉藤英夫 ハエ男（Single Version） - Drums＆A.Piano（left channel）：森高千里 - A.Piano（right channel）：橋本慎 - E.Bass：瀬戸由紀男 - Guitars：高橋諭一・緒方英二 Memories（Single Version） - All Instruments：斉藤英夫 風に吹かれて - Drums：森高千里 - A.Guitar：斉藤英夫・高橋諭一・松尾弘良・高橋順 - Synthesizer Programming,E.Bass＆Tambourine：斉藤英夫 | ロックン・オムレツ - Drums：森高千里 - E.Bass,Guitars＆Chorus：高橋諭一 - A.Piano：河野伸 気分爽快 - Drums：森高千里 - E.Bass：横山雅史 - E.Guitar＆A.Piano：高橋諭一 - A.Guitar：松尾弘良 - Chorus：森高千里・高橋諭一 夏の日 - Drums：森高千里 - Guitars,Keyboards,Tambourine＆Chorus：斉藤英夫 素敵な誕生日 - Drums：森高千里 - E.Bass：瀬戸由紀男 - Synthesizer Programming＆Guitars：高橋諭一 - Chorus：森高千里・高橋諭一 私の大事な人（Single Version） - Drums：森高千里 - Synthesizer Programming,Fender Rhodes＆A.Piano：前嶋康明 二人は恋人（Remix） - Drums＆Cowbell：森高千里 - E.Bass：瀬戸由紀男 - A.Piano：福田裕彦 - Synthesizer Programming,Guitars,Tambourine＆Chorus：斉藤英夫 今日から - Drums＆Fender Rhodes：森高千里 - A.Piano：前嶋康明 - Organ：たいせー（from シャ乱Q） - Synthesizer Programming＆Tambourine：高橋諭一 |